# Windbrett

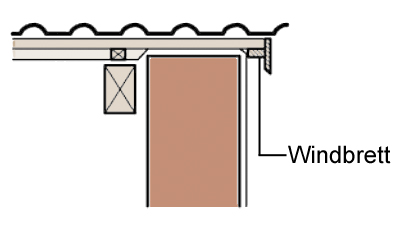
Schnittzeichnung eines Ortgangs mit dem schmalen Windbrett, das zwischen dem Verputz der Außenwand und dem Stirnbrett liegt.
(Rechts vom Windbrett verläuft in der Skizze das Stirnbrett und deckt Windbrett und Dachlatten in der Ansicht des Giebels ab. Die Unterkante des Stirnbretts ist hier als abgeschrägte Tropfkante ausgebildet. Traditionell wurde die Oberkante des Stirnbretts oft gezahnt, um sich der Unterseite der überlappend verlegten Dachziegel anzupassen.)

Ein Windbrett (auch Giebelbrett, Windfeder oder Ortbrett genannt) ist allgemein ein Brett, das den Dachüberstand am Ortgang von unten verkleidet. Dort bildet es die Dachuntersicht, dient zum Abdecken der Fuge zwischen Stirnbrett und Giebelmauerwerk und behindert das Eindringen von Wind an dieser Stelle. Häufig wird das Windbrett mit dem Stirnbrett verwechselt.
Bei Gebäuden mit großem Dachüberstand (wie etwa im Alpenraum) tritt an die Stelle des einzelnen Windbretts die untere Bekleidung des Dachkastens, die an historischen Gebäuden und Fachwerkhäusern häufig als Zierelement dienten. Typisch ist Blumenornamentik. Es kommen auch aufwendige Malereien vor, die Personen und Gegenstände abbilden.

## Begriffsunterscheidung
Zu unterscheiden ist vom Füllholz im Holzfachwerkbau, das in der Baufachsprache ebenfalls als Windbrett oder Füllbrett bezeichnet wird.